# Bánh xèo

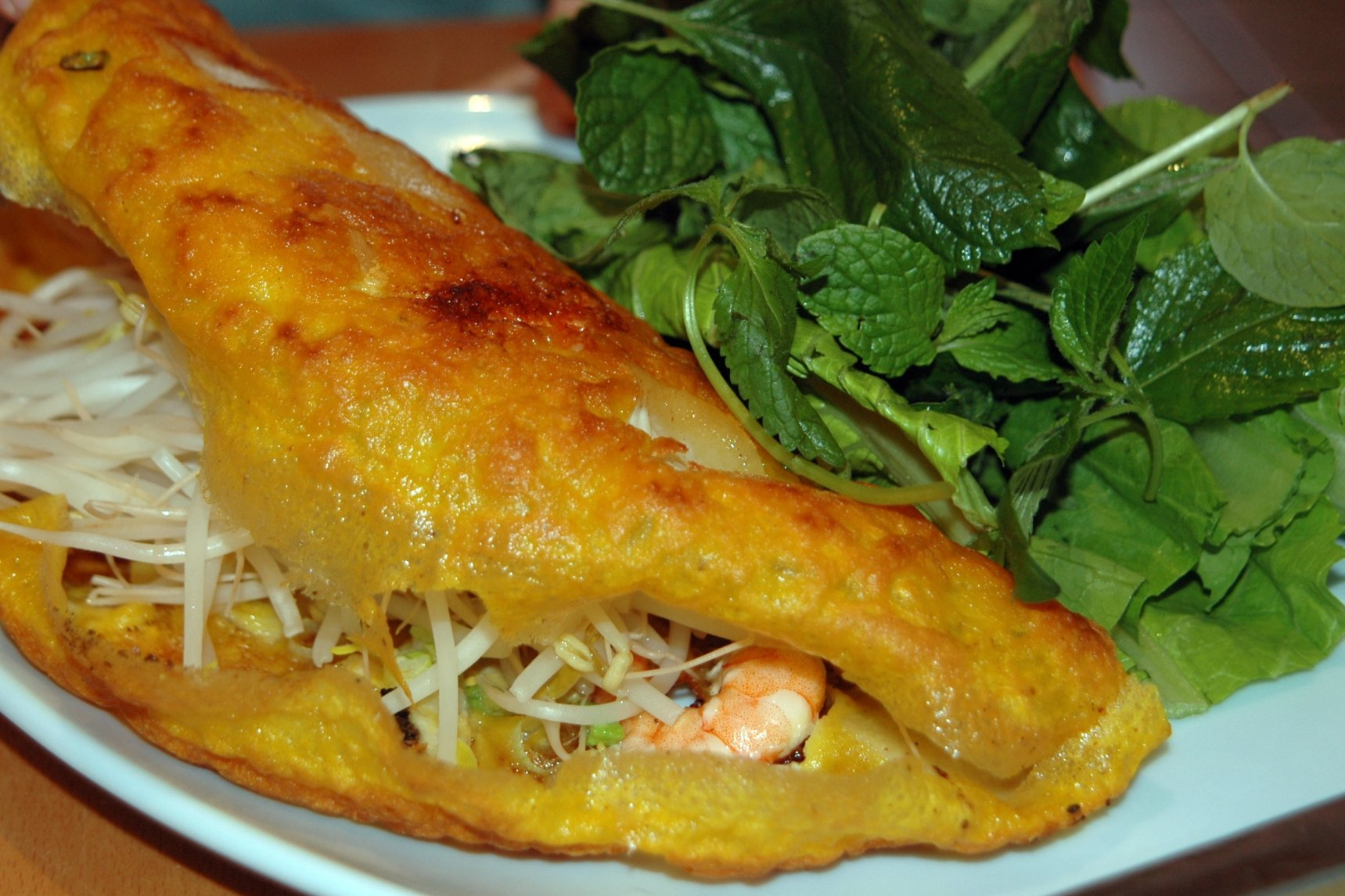
Bánh xèo

Bánh xèo ist ein vietnamesisches Gericht. Die gefüllten Pfannkuchen aus Reismehl variieren regional in Größe und Füllung. Ursprünglich als erschwingliche Nahrung der Arbeiterklasse verbreitet, vermutet man seine Entstehung aus der Verschmelzung verschiedener Kulturen, darunter französische Kolonialeinflüsse und die Integration südvietnamesischer Migrationsströme. Über die Zeit fand es auch außerhalb Vietnams, etwa in Kambodscha und Thailand, Anklang.

## Zutaten
Die Grundlage von Bánh xèo bildet ein Teig aus Reismehl, Wasser und einer Prise Kurkuma, der dem Pfannkuchen seine charakteristische gelbe Farbe verleiht. Die klassische Füllung besteht aus einer Mischung von Schweinefleisch, Garnelen, fein gehackten Frühlingszwiebeln und frischen Sojasprossen. Je nach Region und persönlicher Vorliebe können auch andere Zutaten wie Tofu, verschiedene Pilzarten oder Hühnerfleisch verwendet werden.
Bánh xèo variiert regional in Vietnam und darüber hinaus. Die Hauptvarianten unterscheiden sich in der Füllung und Größe. In Südvietnam sind sie größer und oft reichhaltiger gefüllt, während in Zentralvietnam kleinere Versionen mit spezifischen Zutaten wie bestimmten Meeresfrüchten oder speziellen Saucen bevorzugt werden. In anderen südostasiatischen Ländern gibt es Adaptionen, die lokale Zutaten und Traditionen einbeziehen. Die Vielfalt reicht von vegetarischen Optionen bis hin zu solchen mit exotischen Fleischsorten, angepasst an die kulinarischen Vorlieben der jeweiligen Region.

## Zubereitung
Zur Zubereitung von Bánh xèo wird der flüssige Teig gleichmäßig in einer vorgeheizten, leicht eingefetteten Pfanne ausgebreitet. Nach dem Gießen des Teigs wird die ausgewählte Füllung auf einer Pfannkuchenseite arrangiert. Sobald die Unterseite goldbraun und knusprig gebraten ist, wird der Pfannkuchen umgeklappt, sodass er eine halbmondförmige Gestalt annimmt. Der Pfannkuchen wird weitergebraten, bis die gesamte Kreation die gewünschte Knusprigkeit erreicht.
Traditionell wird Bánh xèo mit einer Vielzahl frischer Kräuter wie Minze, Koriander und Perilla sowie mit eingelegten Gemüsen serviert. Begleitet wird das Gericht von einer säuerlich-scharfen Dipsauce, die aus Fischsauce, Limettensaft, Zucker, Knoblauch und Chilischoten hergestellt wird. Diese Kombination aus frischen und fermentierten Geschmäcken bildet ein wesentliches Merkmal der vietnamesischen Küche.

## Kulturelle Bedeutung
Bánh xèo ist ein Teil der vietnamesischen Kultur und Geschichte. Es symbolisiert die Einfachheit und die Natürlichkeit der lokalen Küche und wird oft bei besonderen Anlässen und Feierlichkeiten serviert. Durch die Vielfalt der Zutaten und die Möglichkeit, das Gericht mit den Händen zu essen, fördert es zudem die Gemeinschaft und das Zusammenkommen von Familien und Freunden.